# ヒューゴ・サビノビッチ
ヒューゴ・サビノビッチ（Hugo Savinovich、1959年2月15日 - ）は、エクアドル出身の元プロレスラー。現役選手時代はプエルトリコを主戦場に活動した。
現役引退後は実況アナウンサーのカルロス・カブレラと共に、WWEのスペイン語放送のコメンテーターを務めていた。元妻は第2代WWE女子王者のウェンディ・リヒター。

## 来歴
ビクター・リベラの実弟ジョニー・リベラのトレーニングを受け、1978年にプエルトリコにてプロレスラーとしてデビュー。パナマやドミニカなどを転戦後、1980年代よりカルロス・コロンの主宰するWWCに定着、マイクパフォーマンスのスキルを活かしてヒールのマネージャーも担当し、アブドーラ・ザ・ブッチャーをはじめ数々の悪役スターをマネージメントした。
自身もカルロス・コロンと抗争を展開し、1984年7月にはWWCとの提携ルートで全日本プロレスの『グランド・チャンピオン・カーニバルIII』に初来日している（同時参加選手はスタン・ハンセン、リック・マーテル、ディック・スレーター、アレックス・スミルノフなど）。WWCではブッカーなどのフロント業務も兼任し、WWC離脱後の1980年代後半にはプエルトリコでAWFなるインディー団体を運営していた。
1993年より、WWEのスペイン語放送 "WWE En Español" （WWE in Spanish）のカラー・コメンテーターを担当。場外乱闘の際は、実況テーブル上のパイルドライバーやペディグリーで放送席が壊されるなどの被害に頻繁に遭っていた。
2011年10月19日、WWEからの退団が発表された。その後は2013年6月16日、AAAのPPV大会 "Triplemanía XXI" にゲスト・コメンテーターとして登場。同日は、ブルー・デーモン・ジュニアと対戦したエル・メシアスのマネージャー役も務めた。

## マネージャー担当選手
- アブドーラ・ザ・ブッチャー
- ザ・シーク
- ザ・ファンクス
  - ドリー・ファンク・ジュニア
  - テリー・ファンク
- ザ・シープハーダーズ
  - ブッチ・ミラー
  - ルーク・ウィリアムス
- トール・タナカ
- ミスター・フジ
- ザ・モンゴリアン・ストンパー
- オックス・ベーカー
- ボブ・スウィータン
- ザ・スーパー・メディックス
  - カルロス・ホセ・エストラーダ
  - ジョニー・ロッズ
  - ドン・ケント
- ミツ・イシカワ
- ハル・ソノダ
- ケンドー・ナガサキ
- ミスター・ポーゴ
- キング・トンガ
- バディ・ランデル
- アブドーラ・タンバ

　など